# Scott Parker
Scott Matthew Parker (født 13. oktober 1980 i London, England) er en tidligere engelsk fodboldspiller og nuværende træner for Fulham. Parker afsluttede også sin karriere hos Fulham i 2017. Derudover har han spillet for West Ham United, Tottenham Hotspur, Charlton Athletic, Chelsea, Newcastle United og på leje hos Norwich City. 
I sin ene sæson hos Chelsea var Parker med til at blive både engelsk mester samt Carling Cup-vinder.
Parker blev ansat som midlertidig træner for Fulham i februar 2019 efter fyringen af Claudio Ranieri. Parker blev permanent træner for Fulham i maj 2019.

## Landshold
Parker står noteret for 18 kampe for Englands landshold, som han debuterede for den 16. november 2003 i en kamp mod Danmark.

## Titler
Premier League
- 2005 med Chelsea F.C.

Carling Cup
- 2005 med Chelsea F.C.

2011 FWA Footballer of the Year